# Barima
Barima – rzeka w Gujanie i Wenezueli. Ma 400 km długości. Wypływa na terenie Gujany, płynie początkowo w kierunku wschodnim, później w kierunku północnym, a następnie skręca na zachód. Uchodzi do Oceanu Atlantyckiego, niedaleko ujścia Orinoko. Ostatnie 80 km rzeki, po których można żeglować, przecina równinę aluwialną o powierzchni około 2000 km2. Żeglowność rzeki umożliwiła dostęp do bogatych zasobów złota występujących na terenie Gujany, do których nie dało się odstać w inny sposób. Nad rzeką są położone miejscowości Mabaruma i Morawhanna.